# BBK Bank CajaSur
BBK Bank CajaSur o simplement CajaSur (anteriorment Caja de Ahorros y Monte de Piedad de Córdoba) és un banc amb seu a Bilbao (País Basc) propietat de la caixa d'estalvis basca BBK. Anteriorment CajaSur era una caixa d'estalvis andalusa amb seu a Còrdova fins que va ser intervinguda pel Banc d'Espanya i posteriorment adjudicada.
BBK ha convertit CajaSur en un banc anomenat BBK Bank CajaSur i n'ha traslladat la seu a Bilbao. Les oficines de BBK a Andalusia passaran a mans del banc i les oficines de CajaSur fora d'aquesta entitat a la caixa d'estalvis BBK. Amb la finalització de l'estatus de caixa d'estalvis es va crear la Fundación CajaSur per canalitzar l'obra social de l'entitat.